# Xuclamel
Xuclamel o lligabosc (designant principalment Lonicera implexa, Lonicera periclymenum i Lonicera caprifolium), didalets de la Mare de Déu pl., dolçamel (Lonicera implexa i Lonicera caprifolium), gallarets pl. (Lonicera etrusca), gallinassa, mare-selva, mare de bosc, mata-selva, rotaboc o santjoanera (Lonicera implexa a la Terra Alta), (Lonicera) és un gènere de plantes amb flor.
A la Catalunya del Nord es diu patimaneta o manetes al Conflent i banya de cabra (Lonicera implexa a Tivissa).
La flor rep el nom de ditets de la Mare de Déu.
El nom del gènere Lonicera prové del botànic del Renaixement Adam Lonicer. El gènere Lonicera és originari de l'hemisferi nord. Bàsicament està implantat en l'Àsia central i oriental i la conca del Mediterrani. El gènere conté prop de 180 espècies amb el centre de diversificació a la Xina on n'hi ha vora 100.
Són lianes o arbusts caducifolis o de fulles persistents. Les fulles tenen una disposició oposada, són simples i ovals amb els contorns dentats o llisos i de color verd molt fosc. Les flors tenen forma de campana, de colors variats i en moltes espècies són altament flairoses. El fruit és una baia d'un vermell molt viu amb diverses llavors.

## Jardineria
Algunes espècies (particularment el lligabosc japonès) tenen ús en jardineria.
- Floració:

Es pot produir tant a la primavera, l'estiu, la tardor i fins i tot l'hivern, depenent de l'espècie.
- Utilització:

Hi ha espècies arbustives que s'utilitzen com a elements aïllats o en grups. Les enfiladisses són molt adequades per adornar façanes i pèrgoles. Es poden cultivar en testos de grans dimensions, d'uns 70 cm de profunditat i un diàmetre de 50 cm, com a mínim). La seva alçada pot arribar a fer 7 metres.
- Exposició:

A la penombra o en ombra absoluta. En aquest últim cas la floració serà menys vistosa.
- Terreny:

Ha de ser força ric i tou. En plantes en test o contenidor es fa servir habitualment una barreja d'1\3 de torba i un 1\6 de sorra, adobat i ben drenat. Tanmateix, s'ha demostrat que pot arribar a créixer en quasi qualsevol terreny.
- Plantació:

Es fa a la tardor o al final de l'hivern. La seva multiplicació es realitza per estaca o per suport durant el juny; per esqueix en abril o agost, implantant-lo en terra sorrenca amb una protecció de plàstic. En la primavera es fa per llavors.

## Algunes espècies

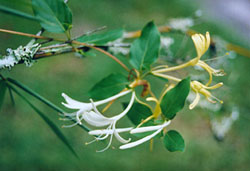
Lonicera periclymenum el lligabosc atlàntic.

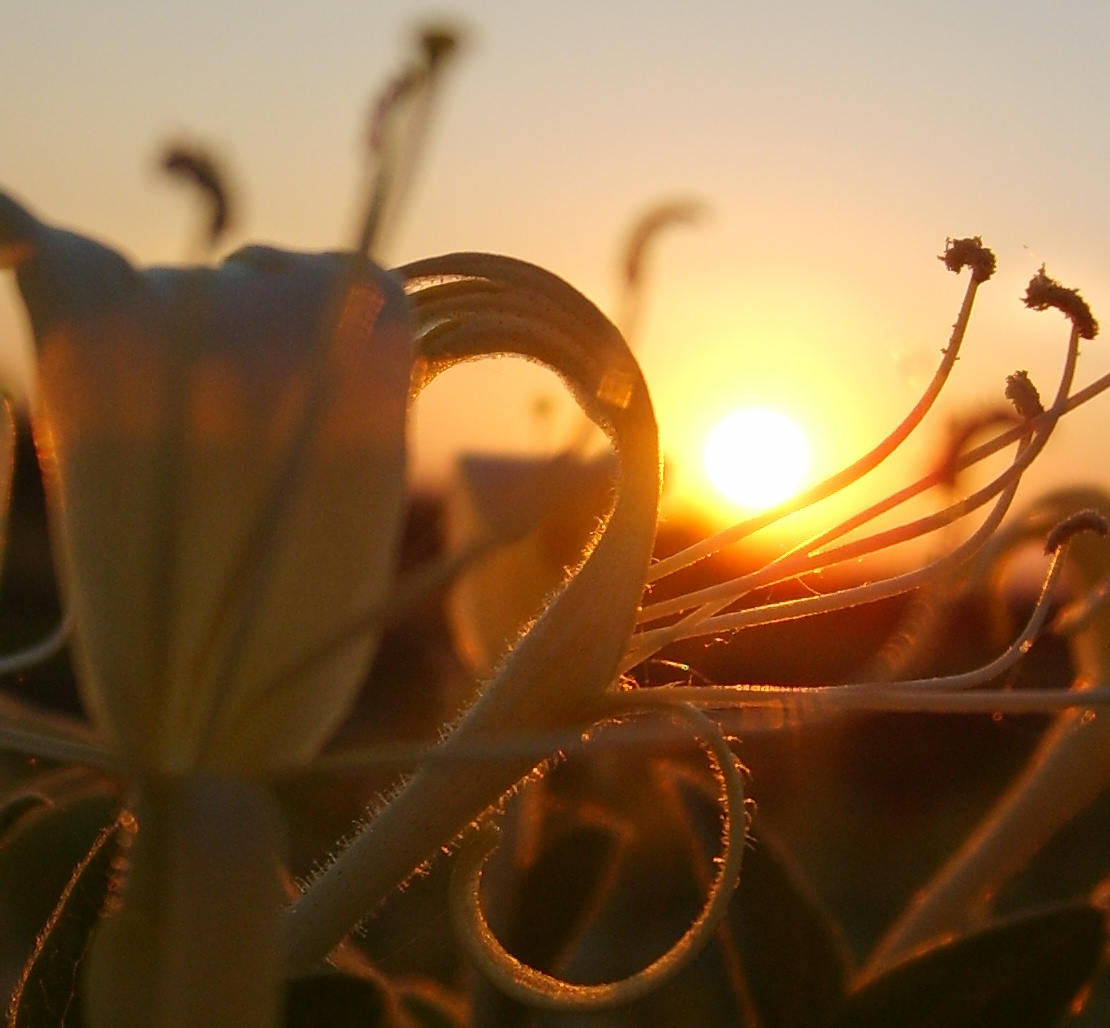
L. caprifolium, Chèvrefeuille

| - Lonicera acuminata - Lonicera alberti - Lonicera albiflora – - Lonicera alpigena – - Lonicera altmannii - Lonicera angustifolia - Lonicera anisocalyx - Lonicera arborea - Lonicera arizonica – - Lonicera biflora - Lonicera bournei - Lonicera brevisepala - Lonicera buchananii - Lonicera buddleioides - Lonicera caerulea - - Lonicera calcarata - Lonicera calvescens - Lonicera canadensis – - Lonicera caprifolium – - Lonicera carnosifolis - Lonicera chrysantha – - Lonicera ciliosa – - Lonicera ciliosissima - Lonicera cinerea - Lonicera codonantha - Lonicera confusa - Lonicera conjugialis – - Lonicera crassifolia - Lonicera cyanocarpa - Lonicera dasystyla - Lonicera dioica – - Lonicera elisae - Lonicera etrusca – - Lonicera fargesii - Lonicera ferdinandii - Lonicera ferruginea - Lonicera flava – - Lonicera fragilis - Lonicera fragrantissima – - Lonicera fulvotomentosa - Lonicera glutinosa - Lonicera graebneri - Lonicera gynochlamydea - Lonicera hellenica – - Lonicera hemsleyana - Lonicera heterophylla - Lonicera hildebrandiana - Lonicera hirsuta – - Lonicera hispida - Lonicera hispidula – Lligabosc rosa - Lonicera humilis - Lonicera hypoglauca - Lonicera hypoleuca - Lonicera implexa – Mare-selva mediterrània - Lonicera inconspicua - Lonicera inodora - Lonicera interrupta – - Lonicera involucrata – - Lonicera japonica – Lligabosc japonès - Lonicera jilongensis - Lonicera kansuensis - Lonicera kawakamii - Lonicera korolkowii – - Lonicera lanceolata - Lonicera ligustrina - Lonicera litangensis - Lonicera longiflora | - Lonicera longituba - Lonicera maackii – - Lonicera macrantha - Lonicera macranthoides - Lonicera maximowiczii - Lonicera microphylla - Lonicera minuta - Lonicera minutifolia - Lonicera modesta - Lonicera morrowii – - Lonicera mucronata - Lonicera myrtillus - Lonicera nervosa - Lonicera nigra – - Lonicera nitida – - Lonicera nubium - Lonicera nummulariifolia - Lonicera oblata - Lonicera oblongifolia – - Lonicera oiwakensis - Lonicera oreodoxa - Lonicera orientalis - Lonicera pampaninii - Lonicera periclymenum – Lligabosc comú - Lonicera pileata – - Lonicera pilosa - - Lonicera praeflorens - Lonicera prostrata - Lonicera pyrenaica - Lonicera reticulata – - Lonicera retusa - Lonicera rhytidophylla - Lonicera rupicola - Lonicera ruprechtiana – - Lonicera saccata - Lonicera schneideriana - Lonicera semenovii - Lonicera sempervirens – - Lonicera serreana - Lonicera setifera - Lonicera similis - Lonicera spinosa - Lonicera splendida - Lonicera standishii – - Lonicera stephanocarpa - Lonicera subaequalis - Lonicera subhispida - Lonicera sublabiata - Lonicera subspicata – - Lonicera szechuanica - Lonicera taipeiensis - Lonicera tangutica - Lonicera tatarica – - Lonicera tatarinowii - Lonicera tomentella - Lonicera tragophylla - Lonicera tricalysioides - Lonicera trichogyne - Lonicera trichosantha - Lonicera trichosepala - Lonicera tubuliflora - Lonicera utahensis – - Lonicera villosa – - Lonicera virgultorum - Lonicera webbiana - Lonicera xylosteum – - Lonicera yunnanensis |